# Дворцы Турции

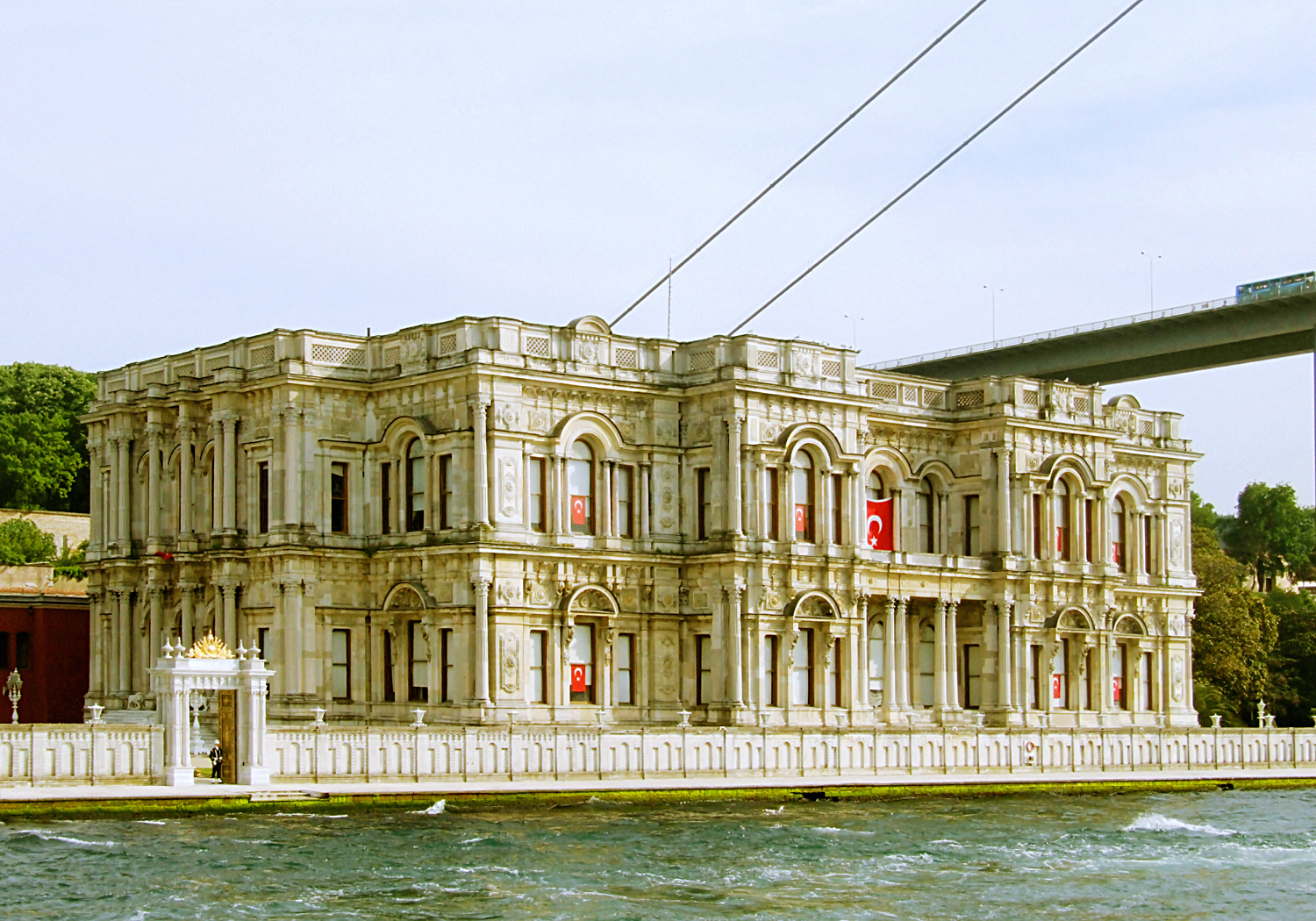
Дворец Бейлербейи

Дворцы Турции почти целиком датируются периодом Османской империи. 
От прежней Византийской империи сохранилась только фрагменты Влахернского дворца, а также руины Мирелейона и Буколеона. Активное строительство дворцов (saray) в Турции велось в XIX веке архитекторами Бальяны под сильным влиянием французского барокко, но на основе традиций мусульманской архитектуры (арабески, гирих, машрабия). Яркими примерами так называемого османского барокко являются Долмабахче и Кючюксу.
Центром дворцового строительства в Турции был город Стамбул. За пределами османской столицы известен лишь дворец Эдирне.

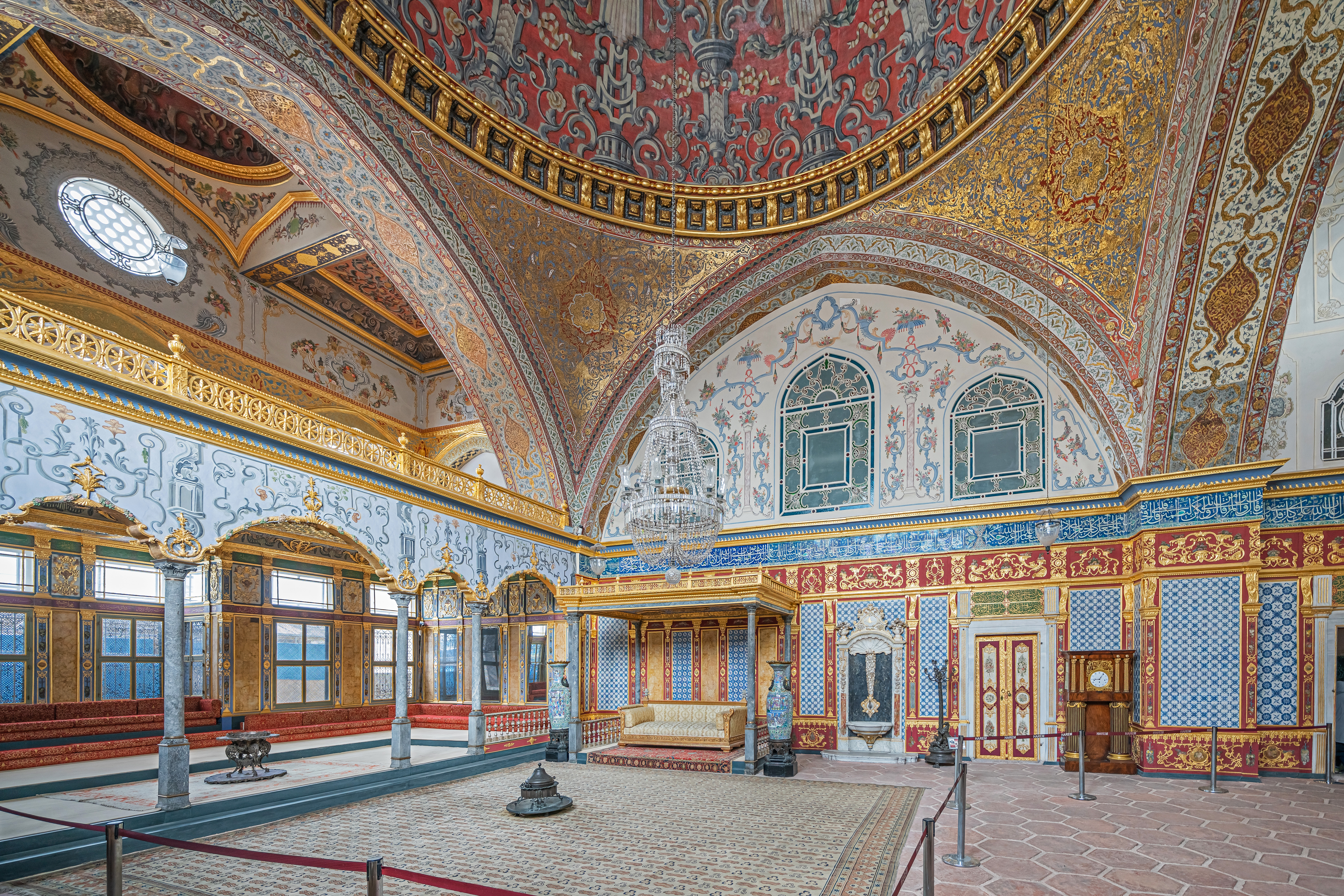
Интерьер дворца Топкапы

Особенностью турецких дворцов было наличие таких помещений как диван (кабинет), гарем (Харем-и Хумаюн) и хаммам (баня). Внутри дворца был обязательно расположен внутренний дворик-атриум (avlu) с арочной колоннадой по типу клуатра. Иногда он настолько преобладал над павильонами (köşk: киосками), что дворец назывался садом (bahçe, ср. Долмабахче).
Особую, самостоятельную роль при этом играли ворота (пештак). Например, дворец Топкапы (Topkapı) переводится как "пушечные ворота". В нем имелось четыре двора. При дворце нередко был разбит парк (Парк Йылдыз), включавший в себя такие растения такие как магнолия, самшит, кипарис.
Витражи, ковры, белая, синяя и бирюзовая плитка с белой и золотой арабской каллиграфией (цитаты из Корана) украшали внутренне убранство помещений.